# Rigidipenna inexpectata
Rigidipenna inexpectata (лат.) — вид птиц из семейства лягушкоротов (Podargidae). Входит в монотипический род Rigidipenna. Подвидов не выделяют.

## Таксономия
До 2007 года вид считался подвидом Podargus ocellatus.

## Описание
Длина тела 37 см. Корона коричневая, обычно со светлыми бугорчатыми пятнами. Затылок, спина и надхвостье коричневые, иногда с рыжеватым оттенком или чёрно-коричневые со слабыми полосами или крапинками. Уздечка и кроющие ушей коричневые с черновато-коричневыми пятнами. Надглазная область обычно бледно-охристая, перед глазом оттенок более бледный и отчетливый. Горло коричневое с черновато-коричневыми пятнами и часто с белесыми яркими пятнами. Грудь и бока немного более светлого оттенка коричневого цвета, чем верх, окраска может быть пятнистая чёрно-коричневая и ярко-белая или очень светлая охристая. Подхвостье желтовато-коричневое. Хвост коричневый, бледно-охристый с широкой перемычкой; полосы в крапинку и с черновато-коричневыми краями. Представители полов очень похожи, но самцы могут быть более тёмными на надхвостье и голове и менее рыжими в целом. Цвет радужных оболочек жёлтый, оранжевый или коричневатый, клюв от коричневого до красновато-коричневого. Рот бледно-лимонный. Ноги роговые, бледно-жёлтые или кремовые. Когти бледно-желто-серые.

## Биология
Информация о рационе отсутствует, вероятно, питается крупными насекомыми.

## Ареал и среда обитания
Соломоновы Острова. Птица встречается на четырёх или пяти островах, включая Бугенвиль. Живёт в лесах и садах.